# Hosszúpályi
Hosszúpályi je vas na Madžarskem, ki upravno spada pod podregijo Derecske–Létavértesi Županije Hajdú-Bihar.